# Набережно-Жилянська вулиця
На́бережно-Жиля́нська ву́лиця — вулиця в Голосіївському районі міста Києва, місцевість Паньківщина. Пролягає від вулиці Лілії Лобанової до тупика.

## Історія
Вулиця виникла на початку XX століття як частина Ново-Жилянської вулиці (тепер — вулиця Лілії Лобанової). Відокремлена від неї під сучасною назвою у 1944 році.